# Firmes
Firmes fue un movimiento político colombiano formado en Bogotá a finales de los años 70 por intelectuales y políticos de izquierda con el fin de proponer un programa político alejado del dogmatismo y sectarismo de los grupos tradicionales de esa tendencia política en Colombia. A nivel nacional, participaría en 1982 en las elecciones al Congreso y a la Presidencia bajo el liderazgo del profesor Gerardo Molina.

## Origen
La división de la izquierda colombiana en diferentes partidos y movimientos, encabezados por la UNO y el MOIR, llevó a que esta tendencia redujera su votación y su participación parlamentaria en las elecciones de 1978. Esa situación llevó a un debate sobre la unidad de la izquierda liderado por la revista Alternativa, la cual propuso una consulta ciudadana para presionar ese propósito. Aunque la consulta no se realizó, la reunión de cerca de 430 mil firmas indicaron para la revista la necesidad de ampliar el espectro político en el país y crear un movimiento que aglutinara a los diferentes sectores de la oposición.
Así fue como durante el gobierno de Julio César Turbay, elegido ese mismo año, se fundó Firmes, el cual tuvo un papel destacado en el debate sobre las violaciones a los derechos humanos cometidas bajo la controvertida política del Estatuto de Seguridad. A pesar de la desaparición de la revista Alternativa, este movimiento se presentó para las elecciones regionales de 1980, logrando una curul en el Concejo de Bogotá con una lista encabezada por  Gerardo Molina, excongresista y exrector de la Universidad Nacional.

## El Frente Democrático
Para los comicios de 1982, Firmes integró una coalición denominada Frente Democrático, junto con los sectores anapistas, comunistas e independientes que cuatro años atrás se habían presentado en elecciones como la Unión Nacional de Oposición. Este grupo obtuvo una curul en el Senado encabezada por Molina y otra en la Cámara de Representantes por el dirigente comunista Gilberto Vieira.
La participación de Molina como senador de la coalición integrada por Firmes fue destacada en los medios por su independencia y su intervención en los debates sobre los derechos humanos y los diálogos con las guerrillas adelantados por el gobierno de Belisario Betancur, en los cual fue integrante de la Comisión de Paz.
Sin embargo, la propuesta del Frente Democrático fue incapaz de consolidar una base electoral estable. Según el historiador Jorge Orlando Melo, esto se debió a que a diferencia de Firmes, la mayoría de grupos de izquierda de la época en Colombia dependían de centros internacionales de poder (Rusia, China, Cuba), poseían estructuras cerradas y autoritarias, formulaciones dogmáticas y en general carecían de un programa político coherente.

## Miembros
- José Obdulio Gaviria[11]
- Jorge Orlando Melo
- Enrique Santos Calderón
- Darío Acevedo[12]
- Diego Montaña Cuéllar[13]
- Consuelo Araujo Noguera
- Alejandro Brand
- Álvaro Tirado Mejía[14]